# Don Toliver
Caleb Zackery „Don” Toliver (Houston, Texas, 1994. június 12. –) amerikai rapper és énekes. 2018-ban vált ismertté a Donny Womack című debütáló mixtape-jének megjelenésével, valamint a houstoni rapper, Travis Scott „Can't Say” című számában való közreműködésével, amely utóbbi harmadik stúdióalbumán, az Astroworldön szerepelt. Scott leszerződtette őt saját lemezkiadójához, a Cactus Jack Recordshoz, az Atlantic Recordsszal közös vállalkozás keretében. Toliver 2019-ben került még inkább a mainstream zenei figyelem középpontjába a „No Idea” című kislemezével, valamint a Cactus Jack kiadóhoz és Scott JackBoys című válogatásalbumához való csatlakozásával, amelyen közreműködött a „What to Do?” című dalban, valamint saját száma is szerepelt, a „Had Enough” (melyben Quavo és Offset is közreműködtek).
2020-ban Toliver kiadta debütáló stúdióalbumát, a Heaven or Hellt, valamint megjelent egy közös album az Internet Money-val és Gunnával „Lemonade” címmel (Nav közreműködésével), amely a Billboard Hot 100 top 10-es listájára került, és ezzel slágerlistás sikert aratott. Toliver a következő évben adta ki második stúdióalbumát, a Life of a Don-t, majd 2022 végén két sikeres dalban is közreműködött: Metro Boomin és Future „Too Many Nights” című számában, valamint SZA „Used” című dalában. 2023-ban adta ki R&B és soul fókuszú harmadik stúdióalbumát, a Love Sick-et. A következő évben Toliver megjelentette kísérleti, trap-központú negyedik stúdióalbumát, a Hardstone Psycho-t, amelynek élén a top 40-es „Bandit” című kislemez állt. Mind a négy stúdióalbuma szerepelt a Billboard 200 top 10-es listáján.

## Korai évek
Toliver Houstonban, Texas államban született és nőtt fel. Édesapja rapper volt a 2000-es évek elején zajló Swishahouse mozgalom idején, és gyakran játszott zenét a fia körül, miközben az felnőtt. Fiatal operaénekesként Tolivert gyakran bántották szenvedélye miatt, ezért inkább a rap felé fordult.

## Karrierje

### 2017–2020: Kereskedelmi debütálás,Donny WomackésHeaven or Hell
2017. december 13-án Toliver kiadta debütáló kislemezét, a „Diva”-t, amit három nappal később az „I Gotta” című szám követett. 2018 márciusában leszerződött az Atlantic Recordshoz, valamint az amerikai rapper, Chedda Da Connect We Run It Entertainment nevű kiadójához, az Artist Partner Grouppal együttműködésben. Július 6-án Toliver kiadta a „Holdin' Steel” című kislemezt, amelyen az amerikai rapper, Dice Soho is közreműködött. Ez a dal szolgált a debütáló mixtape-je, a Donny Womack vezető kislemezeként, amely augusztus 2-án jelent meg, a „Diamonds” című dalhoz készült videóklippel együtt. Másnap Travis Scott kiadta harmadik stúdióalbumát, az Astroworld-öt, amelyen Toliver a „Can't Say” című számban szerepelt. Három nappal később Scott leszerződtette Tolivert saját kiadójához, a Cactus Jackhez. Augusztus 9-én a kanadai rapper, Nav megjelentette a „Champion” című kislemezének hivatalos videóklipjét, amelyen Scott is közreműködik. Toliver cameoszerepben tűnik fel a videóban, Scott, Gunna és Sheck Wes társaságában, utóbbi szintén a Cactus Jack kiadóhoz tartozik. Még ugyanebben az évben Scott elindította Astroworld – Wish You Were Here Tour turnéját, amelynek során minden fellépésén színpadra hívta Tolivert, hogy együtt előadják a „Can't Say”-t – néhány előadáson a turné második szakaszában, a következő évben is felléptek együtt.
2019. május 29-én Toliver kiadta a „No Idea” című kislemezt, amely később virálissá vált a TikTokon, mivel sok felhasználó háttérzeneként használta videóiban. Ezután megjelentette a „Can't Feel My Legs” című kislemezt is. A két dal szolgált a közelgő debütáló stúdióalbumának, a Heaven or Hell (2020) első és második kislemezeként. December 27-én a Cactus Jack kiadó és Travis Scott kiadta a JackBoys című válogatásalbumot, amely nevét Scott becenevéről kapta, amellyel a kiadóhoz szerződött előadókat illeti. Toliver a lemezen szerepelt a „What to Do?” című dalban, és saját kislemeze is helyet kapott rajta, a „Had Enough”, amelyben az amerikai rapperek, Quavo és Offset is közreműködtek. További vokálokat is biztosított Travis Scott és a szintén Cactus Jackhez tartozó Luxury Tax 50 társaságában a Sheck Wes által előadott „Gang Gang” című dalhoz. 2020. február 21-én bejelentették, hogy Toliver előzenekarként lép majd fel a kanadai énekes, The Weeknd After Hours til Dawn Stadium Tour turnéján (amelyet akkoriban After Hours Tour-nak hívtak), ám a turnét a koronavírus-járvány miatt két évvel elhalasztották, így végül nem vett részt rajta. 2020. március 13-án Toliver kiadta a Heaven or Hell albumot, amelyen a „Had Enough” is szerepelt. Az „After Party” lett az album negyedik és egyben utolsó kislemeze, amelyet június 23-án küldtek el a ritmikus kortárs rádióknak. Toliver az év folyamán kiadott egy közös dalt az Internet Money kiadóval és Gunnával „Lemonade” címmel, amelyben Nav is közreműködött. A dal a Billboard Hot 100 listáján a hatodik helyig jutott, ami Toliver, Nav és az Internet Money addigi legmagasabb helyezése lett (Gunna kivételével).

### 2021–2022:Life of a Don
2021. február 3-án Toliver sejtelmesen kiposztolta a „L.O.A.D” rövidítést a Twitteren, amely később kiderült, hogy a közelgő második stúdióalbumára, a Life of a Don-ra utalt. Az album első kislemeze, a „What You Need” május 4-én jelent meg. A második kislemez, a „Drugs N Hella Melodies”, amelyben kolumbiai-amerikai énekesnő barátnője, Kali Uchis is közreműködik, június 18-án látott napvilágot. Augusztus 20-án Toliver egy közös dalt adott ki az amerikai producer Skrillexszel és a kanadai énekes Justin Bieberrel „Don't Go” címmel. Augusztus 29-én Kanye West kiadta tizedik stúdióalbumát, a Donda-t, amelyen Toliver Kid Cudival együtt szerepelt a „Moon” című számban. Toliver első koncertturnéjára is sor került ebben az időszakban, a Life of a Don Tour 2021. szeptember 18. és október 30. között zajlott Észak-Amerikában, az album támogatására. Az album október 8-án jelent meg, ugyanazon a napon a „Way Bigger” című szám lett a harmadik kislemez. Három nappal később a „Flocky Flocky” (Travis Scott közreműködésével) lett a negyedik és egyben utolsó kislemez.

### 2022–napjainkig:Love SickésHardstone Psycho
2022. április 3-án Toliver a „LOVESICK” szót tweetelte ki egy rózsa és egy CD emoji kíséretében, finoman utalva arra, hogy közelgő harmadik stúdióalbumának címe Love Sick lesz. Április 22-én Toliver Lil Uzi Vert társaságában szerepelt Pusha T „Scrape It Off” című kislemezén, amely a It's Almost Dry album része. Pontosan egy héttel később Justin Bieber „Honest” című kislemezén működött közre, amelyet élőben is előadtak Bieber Justice World Tour turnéjának houstoni állomásán, majd két nappal később Dallasban is. Egy szeptember 6-án megjelent GQ-interjúban Toliver a Love Sick műfaját „futurisztikus R&B-nek és soulnak” nevezte, és megerősítette, hogy Kali Uchis is vendégszerepel majd az albumon. Három nappal később Nav kiadta negyedik stúdióalbumát, a Demons Protected by Angels-t, amelyen Toliver is közreműködik a „One Time” című számban, Future-rel együtt. November 18-án Toliver kiadta a „Do It Right” című kislemezt, amely a Love Sick vezető kislemezeként szolgált. December 2-án Metro Boomin kiadta második stúdióalbumát, a Heroes & Villains-t, amelyen Toliver három dalban is szerepel: „Too Many Nights” (Future-rel), „Around Me” és „I Can’t Save You (Interlude)” (szintén Future-rel). Pontosan egy héttel később SZA megjelentette második stúdióalbumát, az SOS-t, amelyen Toliver a „Used” című számban hallható. 2023 elején Toliver továbbra is utalt az érkező Love Sick albumra: Instagram-történetében egy fehértáblát mutatott, amelyre az album címe volt felírva. Február 15-én megjelentette az album második kislemezét, a „4 Me”-t (Kali Uchis közreműködésével), majd két nappal később a harmadik kislemezt, a „Leave the Club”-ot, amelyen Lil Durk és GloRilla szerepelnek, és ekkor leleplezte az album borítóját és megjelenési dátumát is. Hat nappal később közzétette a teljes dallistát és a közreműködők nevét. A Love Sick 2023. február 24-én jelent meg, Toliver pedig még aznap este megerősítette, hogy hamarosan érkezik az album deluxe változata is, egy kisvideó kíséretében, amelyben egy addig kiadatlan dal, az „Embarrassed” (Travis Scott közreműködésével) részlete hallható. Ez a dal négy új bónuszszám egyikeként négy nappal később meg is jelent. Március 14-én a „Private Landing” (Justin Bieber és Future közreműködésével) lett az album negyedik kislemeze, amelyet a ritmikus kortárs rádióknak küldtek ki. Toliver második koncertturnéja, a Love Sick Tour 2023. június 16. és július 23. között zajlott Észak-Amerikában, majd október 6. és 22. között Európában.
2024. február 1-jén Toliver kiadta a „Bandit” című kislemezt, miután azt már előadta a Love Sick Tour európai állomásain, valamint néhány más fellépésen is. Ugyanezen a napon a Twitteren bejelentette, hogy hamarosan új albumot fog megjelentetni. Március 13-án a közösségi médiában közzétett bejegyzésében elárulta, hogy az album nyáron fog megjelenni, és burkoltan annak címét is felfedte. Másnap megjelent a „Deep in the Water” című kislemez, amelyet korábban a „Bandit” hivatalos videóklipjében már előzetesen bemutatott. A két dal az akkor még készülő negyedik stúdióalbum, a Hardstone Psycho vezető és második kislemezeként szolgált. Március 17-én, a kaliforniai Inglewoodban megrendezett Rolling Loud hiphopfesztiválon, a SoFi Stadionban Toliver megerősítette az album címét, majd először adta elő az addig kiadatlan „Tore Up” című dalt. Május 22-én megjelentette az album harmadik és egyben utolsó kislemezét, az „Attitude”-ot, amelyben Charlie Wilson énekes és Cash Cobain rapper-producer működik közre, és ezen a napon a megjelenési dátumot is nyilvánosságra hozta. Június 12-én, 30. születésnapján nyilvánosságra hozta az album teljes dallistáját. A Hardstone Psycho június 14-én jelent meg. Tizenegy nappal később egy GQ-interjúban utalt egy lehetséges közös stúdióalbumra Travis Scott-tal. Augusztus 3-án Kanye West és Ty Dolla Sign meglepetésszerűen kiadták második stúdióalbumukat Vultures 2 címmel a ¥$ nevű formációjuk alatt, amelyen Toliver és Playboi Carti a „Field Trip” című dalban működnek közre, Kodak Black vendégszereplésével. Toliver harmadik koncertturnéja, a Psycho Tour 2024. október 12. és november 21. között zajlik Észak-Amerikában a Hardstone Psycho album támogatására.
2025. február 9-én SZA kiadta a Lana (2024) című stúdióalbumának újrakiadását, amely négy új dalt tartalmazott; ezek közül az egyik, a „Joni” Don Toliver közreműködésével készült. Három nappal később a Love Sick deluxe verzióján szereplő „No Pole” című dal lett az ötödik és egyben utolsó kislemez az albumról, és elküldték a ritmikus kortárs rádióknak. A dal 2024 végén lett népszerű a TikTokon, és számos zenei slágerlistára felkerült, miután közel két évig egyáltalán nem szerepelt listán. Február 21-én Toliver kiadott egy különleges kollaborációt „LV Bag” címmel, amelyen szerepelt J-Hope (dél-koreai rapper) és Pharrell Williams (amerikai zenész) is. A dalban Toliver saját Louis Vuitton táskáját, a „Speedy”-t is művészként tüntette fel a kreditben. Április 30-án megjelentette a „Lose My Mind” című kislemezt (Doja Cat közreműködésével), amely az F1 című film hivatalos filmzenealbumának vezető kislemeze lett. Toliver május 13. és június 13. között Európában folytatta Psycho Tour turnéját. Június 27-én megjelentette az „FWU” című kislemezt. Július 13-án a Cactus Jack kiadó és Travis Scott kiadta a JackBoys 2 című válogatásalbumot, amely a 2019-es JackBoys album folytatása.

## Magánélete
2020 óta Don Toliver kapcsolatban él az amerikai énekesnővel, Kali Uchis-szal. 2024 januárjában bejelentette, hogy első közös gyermeküket várják; két hónappal később megszületett fiuk, amit együtt ünnepeltek. Március 14-én Toliver kiadta a „Deep in the Water” című dalt és annak videóklipjét, amelyet Uchis-nak és fiuknak szentelt.
2024 áprilisában Tolivert a kaliforniai San Fernando-völgyben megállította az autópálya-rendőrség gyorshajtás és ittas vezetés miatt. Nem került börtönbe, hanem idézést kapott, és a jármű utasának felügyeletére bízták.

## Diszkográfia
Stúdióalbumok
- Heaven or Hell (2020)
- Life of a Don (2021)
- Love Sick (2023)
- Hardstone Psycho (2024)

### Válogatásalbumok
- JACKBOYS (2019) ( a JACKBOYS tagjaként)
- JACKBOYS 2 (2025) ( a JACKBOYS tagjakéntként)

## Fordítás
Ez a szócikk részben vagy egészben  a   Don Toliver című angol Wikipédia-szócikk ezen változatának fordításán alapul.  Az eredeti cikk szerkesztőit annak laptörténete sorolja fel. Ez a jelzés csupán a megfogalmazás eredetét és a szerzői jogokat jelzi, nem szolgál a cikkben szereplő információk forrásmegjelöléseként.